# Cross Plains (condado de Dane, Wisconsin)
Cross Plains es un pueblo ubicado en el condado de Dane en el estado estadounidense de Wisconsin. En el Censo de 2010 tenía una población de 1.507 habitantes y una densidad poblacional de 16,58 personas por km².

## Geografía
Cross Plains se encuentra ubicado en las coordenadas 43°4′45″N 89°39′46″O / 43.07917, -89.66278. Según la Oficina del Censo de los Estados Unidos, Cross Plains tiene una superficie total de 90,89 km², de la cual 90,49 km² corresponden a tierra firme y (0,44%) 0,4 km² es agua.

## Demografía
Según el censo de 2010, había 1.507 personas residiendo en Cross Plains. La densidad de población era de 16,58 hab./km². De los 1.507 habitantes, Cross Plains estaba compuesto por el 97,94% blancos, el 0,13% eran afroamericanos, el 0,2% eran amerindios, el 0,33% eran asiáticos, el 0,07% eran isleños del Pacífico, el 0,33% eran de otras razas y el 1% pertenecían a dos o más razas. Del total de la población el 1,73% eran hispanos o latinos de cualquier raza.